# Pierre-Marie Dupuy
Pierre-Marie Dupuy (* 5. Oktober 1946 in Paris) ist ein französischer Jurist. Er ist seit 1981 Professor an der Universität Panthéon-Assas, an der er seit 2000 freigestellt ist, und war von 2000 bis 2008 Professor für Völkerrecht am Europäischen Hochschulinstitut in Florenz. Seit 2008 ist er in gleicher Funktion am Genfer Hochschulinstitut für internationale Studien tätig.

## Leben
Pierre-Marie Dupuy wurde 1946 als Sohn des Völkerrechtlers René-Jean Dupuy geboren und absolvierte ein Studium am Institut d’études politiques de Paris, das er 1969 abschloss. Er erwarb außerdem an der Universität Paris im gleichen Jahr ein Diplom in öffentlichem Recht sowie ein Jahr später in Politikwissenschaften. 1974 erlangte er die Promotion sowie die Agrégation, die Befugnis für das Lehramt an höheren Schulen in Frankreich.
Anschließend fungierte er als Professor an den Universitäten Straßburg und Paris Val-de-Marne sowie ab 1981 an der Universität Panthéon-Assas, an der er seit 2000 freigestellt ist. Zwischen 1988 und 2000 war er außerdem zeitweise am Europäischen Hochschulinstitut in Florenz tätig, an dem er von 2000 bis 2008 eine Professur für Völkerrecht innehatte. Seit 2008 ist er Professor für Völkerrecht am Genfer Hochschulinstitut für internationale Studien. Er wirkte außerdem als Gastprofessor an der University of Michigan, an den Universitäten Tokio und Kyōto, an der Universität Complutense Madrid sowie an der Ludwig-Maximilians-Universität München. In den Jahren 1984 und 2000 unterrichtete er an der Haager Akademie für Völkerrecht.
Pierre-Marie Dupuy ist Mitglied des wissenschaftlichen Beirats der Fachzeitschrift Revue Générale de Droit International Public und war Mitbegründer des European Journal of International Law. Er wirkte außerdem als Berater beziehungsweise Vertreter verschiedener Staaten, neben seinem Heimatland unter anderem Äquatorialguinea, Benin, Deutschland, Finnland, Honduras, Kroatien, Mali, Mexiko, Portugal, Spanien, Tunesien und Ungarn, vor dem Internationalen Gerichtshof in Den Haag. Darüber hinaus fungierte er als Berater der OECD, des Umweltprogramms der Vereinten Nationen, des Bureau International des Expositions, der UNESCO und von Eutelsat.
2015 erhielt Dupuy die Manley-O.-Hudson-Medaille.

## Werke (Auswahl)
- Le fait générateur de la responsabilité internationale des états. Reihe: Recueil des Cours. Band 188.  Dordrecht und Boston 1986
- L'unité de l'ordre juridique international. Reihe: Recueil des Cours. Band 297. Den Haag 2002
- NGOs in International Law: Efficiency in Flexibility? Cheltenham und Northampton 2008 (als Mitherausgeber)
- Droit international public. Paris 1992, 1993, 1995, 1998, 2000, 2002, 2004, 2006, 2008, 2010
- Les grands textes de droit international public. 1996, 2000, 2002, 2004, 2006, 2008, 2010
- Human Rights in International Investment Law and Arbitration. Oxford und New York 2009 (als Mitherausgeber)